# 8K分辨率

对比图

8K解析度（8K resolution），或簡稱作8K，是指宽度约为8000像素的图像或显示分辨率。8K UHD（7680 × 4320）是Rec.2020（UHDTV）标准中定义的最高分辨率。

## 歷史
2019年的消費電子展上，第一批8K电视機亮相。不過此時尚未有多少8K显示分辨率的節目，並且很少有相机具备拍摄8K视频的能力。